# Ecologistes de Grècia
Ecologistes Grècia (Οικολόγοι Ελλάδας) és un partit polític grec fundat el 1988 i dirigit per Konstantinos Papanikolas. Han publicat el diari Salut i Ecologia (Υγεία - Οικολογία), la cadena de televisió Telellum (Τηλεφώς) i l'emissora de ràdio a Atenes Ràdio Salut i Ecologia (Ράδιο Υγεία - Οικολογία) fins que es va dissoldre el 2001.
A les eleccions europees de 1989 va treure el 0,42% dels vots, i els resultats posteriors no foren massa millors. A les eleccions legislatives gregues de 2000 i de 2004 va formar una aliança amb el Moviment Democràtic Social (DIKKI), el Partit Agro (PAEKE) i altres, que va obtenir un escó.

## Resultats electorals
| 1989          | Europees  |        | 0.42 | 0 |
| Novembre 1989 | Parlament | 10,223 | 0.2  | 0 |
| 1993          | Parlament | 5,561  | 0.1  | 0 |